# 法布里斯·让内
法布里斯·让内（法語：Fabrice Jeannet，1980年10月20日—），生于马提尼克法兰西堡，法国前男子击剑运动员，主攻重剑。

## 家庭
哥哥热罗姆·让内也是击剑运动员。